# Castillo Dundurn
El castillo Dundurn es una mansión de estilo neoclásico situada en el bulevar York, en Hamilton, Ontario, Canadá.

## Historia
La casa fue construida en un terreno de 18 mil pies cuadrados con un valor aproximado de $ 175 mil dólares y fue terminada durante un período de tres años. El castillo contó con las últimas comodidades de alumbrado de gas y agua corriente. Es propiedad de la ciudad de Hamilton, quien la adquirió en 1900 por $ 50 000. Se cree que la ciudad ha gastado aproximadamente 3 millones de dólares por concepto de remodelaciones.
En la actualidad, la duquesa de Cornualles, Camilla Parker-Bowles es el patrona real del castillo.

## Museo Militar Hamilton
El parque incluye el Museo Militar Hamilton, que está ubicado en un edificio. Las exhibiciones incluyen la guerra de 1812, las rebeliones de 1837, la Guerra de Bóeres, la Primera Guerra Mundial, la Segunda Guerra Mundial y el papel de la mujer en el ejército. El museo también cuenta con una biblioteca con materiales sobre la historia militar canadiense.